# Dransfieldia micrantha
Dransfieldia micrantha W.J.Baker & Zona – gatunek rośliny z monotypowego rodzaju Dransfieldia W.J.Baker & Zona z rodziny arekowatych. Występuje endemicznie w zachodniej Papui Zachodniej na wyspie Nowa Gwinea oraz na sąsiadującej wyspie Waigeo. Zasiedla tropikalne wilgotne lasy nizinne, na wysokości do 180 metrów n.p.m.
Nazwa naukowa rodzaju honoruje Johna Dransfielda, urodzonego w 1945 r. brytyjskiego botanika, kierownika badań nad palmami w Królewskich Ogrodach Botanicznych w Kew, autorytetu w filogenetycznej klasyfikacji palm.

## Morfologia
PokrójMałe do średniej wielkości, pojedyncze lub wyrastające w kępach, polikarpiczne, jednopienne palmy.
PieńKłodzina smukła, wzniesiona, osiągająca 5–6 metrów wysokości.
LiścieSkupione nielicznie w pióropusz na szczycie kłodziny. Pochwy liściowe rurkowate, tworzące charakterystyczny pierścień (crownshaft), doosiowo nagie, odosiowo pokryte brązowoczarnymi, nieregularnymi, łuskowatymi włoskami różnej wielkości i brązowobiałymi, włóknistymi łuskami. Ogonek liściowy smukły, doosiowo kanalikowaty, odosiowo zaokrąglony, pokryty włoskami jak pochwa liściowa. Osadka długa, smukła, doosiowo żeberkowana, odosiowo zaokrąglona, pokryta włoskami jak ogonek. Blaszki liściowe pierzaste. Listki naprzeciwległe do naprzemianległych, ułożone regularnie, w jednej płaszczyźnie, rozłożyste, wyglądające na pofałdowane ze względu na obecność wydatnych wypukłości na doosiowej powierzchni głównych nerwów; równowąskie do wąsko eliptycznych, zwężające się do wąsko zaostrzonego wierzchołka, czasami z kilkoma, szeroko oddzielonymi, płytkimi wgłębieniami po jednej stronie wierzchołka. Listki dystalne z wierzchołkiem ostrym i zwykle karbowanym, para listków wierzchołkowych niezrośnięta u nasady. Brązowe łuski rozproszone na odosiowej powierzchni głównych nerwów i liczniejsze w pobliżu nasady listków. Włoski jak na osadkach obecne na obu powierzchniach nasady listków.
KwiatyZebrane w ciemnofioletowy kwiatostan, wyrastający poniżej liści na wydłużonym pędzie kwiatostanowym. Osie pierwszego rzędu odgałęzione niemal pod kątem prostym. Podsadka rurkowata, wyrastająca w połowie długości pędu kwiatostanowego, otulająca kwiatostan przed kwitnięciem, rozszczepiająca się dystalnie, zazwyczaj odpadająca, niekiedy trwała i postrzępiona. Inne podsadki niepozorne, trójkątne. Główna oś kwiatostanu krótsza od pędu kwiatostanowego, zwężająca się. Osie drugiego i trzeciego rzędu mięsiste, zwężające się. Kwiaty wyrastające po trzy spiralnie na całej długości osi drugiego lub trzeciego rzędu, wsparte niepozornymi, zaokrąglonymi lub ściętymi przysadkami. Kwiaty męskie o okwiecie złożonym z dwóch trzylistkowych okółków. Listki jednego okółka silnie łuskowate, okrągłe, łopatkowate, skórzaste, pogrubiałe odosiowo, o drobno orzęsionych brzegach. Listki drugiego okółka zrośnięte u nasady, jajowate, stwardniałe. Pręciki liczne (do 19). Nitki szydłowate, główki elipsoidalne, osadzone grzbietowo, obrotne. Łącznik ciemny. Jałowy słupek trójklapowany lub brodawkowaty. Kwiaty żeńskie niekiedy niewykształcone w kwiatostanie, kulistawe. Listki obu okółków okwiatu silnie nachodzące na siebie, bardzo podobne do listków okwiatu w kwiatach męskich, przy czym listki drugiego okółka o ostzych wierzchołkach. Trzy lub cztery prątniczki krótko zrośnięte u nasady, ścięte. Zalążnia jednokomorowa, jednozalążkowa, jajowata, zwieńczona trzema znamionami.
OwoceElipsoidalne pestkowce. Egzokarp cienki, gładki. Mezokarp włóknisty. Endokarp okrągły na przekroju, ściśle przylegający do nasiona, składający się z dwóch warstw włókien.

## Systematyka
Rodzaj Dransfieldia należy do plemienia Areceae w podrodzinie Arecoideae w rodzinie arekowatych (Arecaceae).

## Zastosowanie
Gatunek uprawiany jako roślina ozdobna w Stanach Zjednoczonych i Australii. Liście używane na strzechy. 